# Ferncliff Cemetery
Ferncliff Cemetery är en begravningsplats belägen vid orten Hartsdale i Westchester County, New York. Den grundades 1902 och har ett krematorium, ett kapell och tre mausoleum.

## Gravsatta
Ferncliff Cemetery ligger 40 kilometer norr om Manhattan och har således många framstående New York-bors gravar. Där finns bland annat Malcolm X familjegrav. Vissa emigranter har först begravts på Ferncliff Cemetery för att senare få sina kvarlevor flyttade till sina hemländer, däribland Nikola Tesla och Béla Bartók.
Automatiskt genererad lista (förklaring)
- Leopold von Auer, 1930-07-15

- Joe Young, 1939-04-21

- Ernst Toller, 1939-05-22

- Otto Rank, 1939-10-31

- Ballington Booth, 1940-10-05

- Michel Fokine, 1942-08-22

- Maria Gay, 1943-07-29
1943-07-20

- Béla Bartók, 1945-09-26

- Jerome Kern, 1945-11-11

- Rosika Schwimmer, 1948-08-03

- Charles A. Beard, 1948-09-01

- Ernest Paananen, 1951-01-12

- John Erskine, 1951-06-02
1951-06-01

- Mady Christians, 1951-10-28

- Sigmund Romberg, 1951-11-09

- Karen Horney, 1952-12-04

- Owen Davis, 1956-10-14

- Judy Tyler, 1957-07-04

- Vera Fokina, 1958-07-29

- Mary Ritter Beard, 1958-08-14

- Preston Sturges, 1959-08-06

- Oscar Hammerstein, 1960-08-23

- Moss Hart, 1961-12-20

- Richard Barthelmess, 1963-08-17

- Malcolm X, 1965-02-21

- Tadd Dameron, 1965-03-08

- Basil Rathbone, 1967-07-21

- H.H. Kung, 1967-08-16

- Tommy Armour, 1968-09-11
1968-09-12

- Cornell Woolrich, 1968-09-25

- Raymond Walburn, 1969-07-26

- T.V. Soong, 1971-04-26
1971-04-25

- Q84233, 1973-10-10

- Soong Ai-ling, 1973-10-18

- Peter Revson, 1974-03-22

- Ed Sullivan, 1974-10-13

- Moms Mabley, 1975-05-23

- Paul Robeson, 1976-01-23

- Joan Crawford, 1977-05-10

- Thelonious Monk, 1982-02-17

- Hugh Marlowe, 1982-05-02

- Alberta Hunter, 1984-10-17

- Annette Hanshaw, 1985-03-13

- Wellington Koo, 1985-11-14

- Harold Arlen, 1986-04-23

- James Baldwin, 1987-12-01

- Arleen Augér, 1993-06-10

- Cab Calloway, 1994-11-18

- Aaliyah, 2001-08-25

- Jam Master Jay, 2002-10-30

- Soong May-ling, 2003-10-23

- Ossie Davis, 2005-02-04

- Dana Reeve, 2006-03-06

- Ruby Dee, 2014-06-11

- Robert Evans, 2019-10-26